# 西島芳二
西島 芳二（にしじま よしじ、1907年3月22日 - 1987年10月12日）は、日本のジャーナリスト。
兵庫県出身。1931年東京帝国大学卒、東京朝日新聞社に入社。調査部長、論説委員などをへて64年論説主幹。のち神奈川新聞社副社長、論説委員長。

## 著書
- 国防保安法解説 新光閣 1941
- 政治を見る目 有紀書房 1961

## 翻訳
- 民主政治と独裁政治 デモクラシーの本質と価値 ハンス・ケルゼン 岩波書店 1932 
  - デモクラシイの本質と価値 岩波文庫 改版1966
- 職業としての政治 マックス・ウェーバー 岩波文庫 1952、のち角川文庫、一穂社